# Colección de mapas de la biblioteca Perry-Castañeda

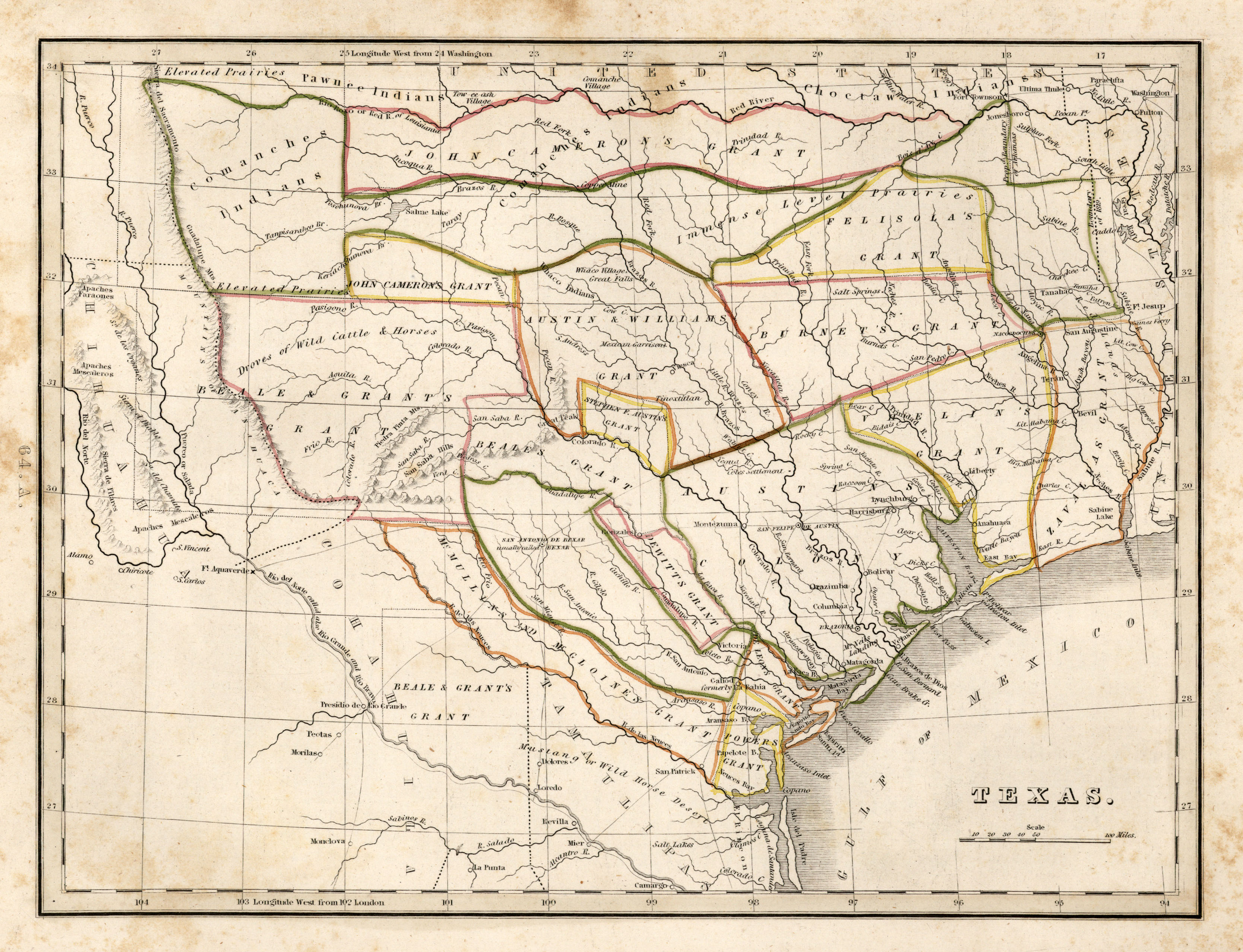
Mapa de Texas, de Thomas Gamaliel Bradford, 1835, de la colección de mapas de la Biblioteca Perry-Castañeda.

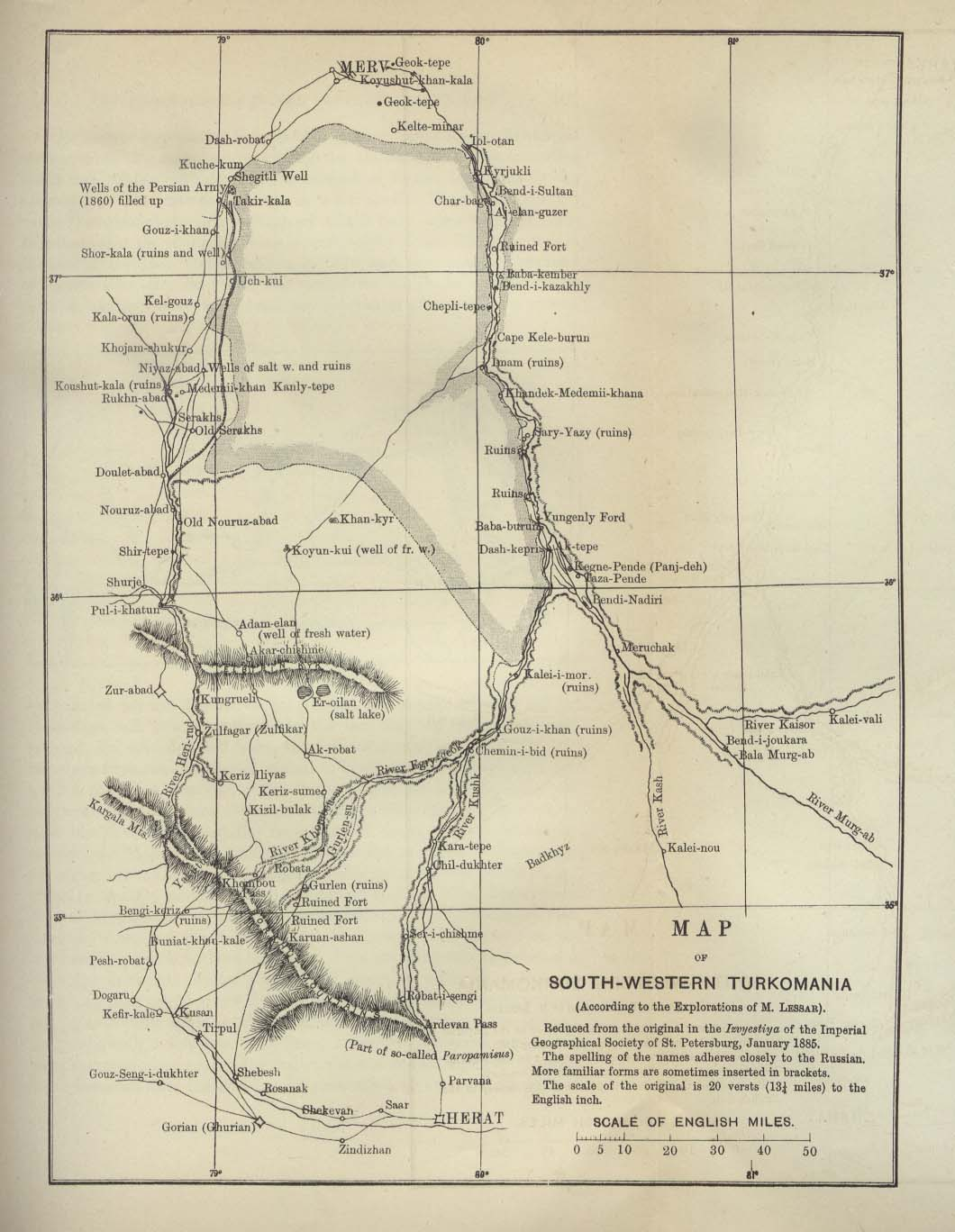
"Mapa de Turkomanía sudoccidental" (ahora Turkmenistán), 1887, de la colección de mapas de la Biblioteca Perry-Castañeda.

La Colección de mapas de la Biblioteca Perry-Castañeda es una extensa colección de mapas propiedad de la Biblioteca Perry-Castañeda de la Universidad de Texas en Austin.
Muchos de los mapas de la colección han sido escaneados y están disponibles en línea, y la mayoría de estos mapas son de dominio público.

## Temáticas
La colección incluye mapas de especial interés:
- Afganistán
- Gripe aviar
- Conflicto de Darfur
- Irán
- Irak
- Corea
- Kuwait
- Somalia

## Categorías
Las categorías generales incluyen:
- El mundo
- África
- América
- Asia
- Australia y el Pacífico
- Europa
- Oriente Medio
- Regiones polares y océanos
- Rusia y las ex repúblicas soviéticas
- Estados Unidos, incluidos parques nacionales y monumentos nacionales.
- Texas
- Condados de Texas
- Austin